# Giovanni Giuriati
Giovanni Giuriati, född 4 augusti 1876, död 6 maj 1970, var en italiensk fascistisk politiker.
Giuriati var ursprungligen advokat. Han bildade 1920 en inflytelserik antikommunistisk organisation som 1921 uppgick i fascismen och blev samma år deputerad. Giuriati var 1922-23 chef för ministeriet för de erövrade områdena, 1923-25 minister för offentliga arbeten, och blev samma år president i deputeradekammaren. 1930-31 var han generalsekreterare i fascistpartiet.